# Neckeropsis spurio-truncata
Neckeropsis spurio-truncata là một loài Rêu trong họ Neckeraceae. Loài này được (Müll. Hal. ex Dusén) M. Fleisch. miêu tả khoa học đầu tiên năm 1908.